# Guyana en los Juegos Olímpicos de México 1968
Guyana estuvo representada en los Juegos Olímpicos de México 1968 por cinco deportistas masculinos que compitieron en cuatro deportes.
El equipo olímpico guyanés no obtuvo ninguna medalla en estos Juegos.